# Mníšek nad Popradom
Mníšek nad Popradom je obec na Slovensku v okrese Stará Ľubovňa v Prešovském kraji na úpatí Ľubovnianské vrchoviny. Severní hranici katastru tvoří řeka Poprad, která je zároveň státní hranicí s Polskem. Žije zde 592 obyvatel.
Dnešní obec vznikla sloučením částí Mníšek, Káče, Medzibrodie, Pilhov a Pilhovčík. První písemná zmínka o obci, která vznikla v blízkosti kláštera je v listině hradního panstva Plaveč z roku 1323. Římskokatolický kostel Povýšení svatého Kříže byl postaven v obci koncem 80. let 18. století, ale v roku 1813 jej zničila velká povodeň. Současný kostel byl obnoven v roku 1872.
Obcí prochází silnice č. 68 směřující ze Staré Ľubovne na hraniční přechod s Polskem.